# Vladas Česiūnas
Vladas Česiūnas (Vyšnialaukiai, 15 de marzo de 1940-Vilna, 16 de enero de 2023) fue un deportista soviético que compitió en piragüismo en la modalidad de aguas tranquilas.
Participó en los Juegos Olímpicos de Múnich 1972, obteniendo una medalla de oro en la prueba de C2 1000 m. Ganó seis medallas en el Campeonato Mundial de Piragüismo entre los años 1971 y 1975.

## Palmarés internacional
| Juegos Olímpicos   | Juegos Olímpicos          | Juegos Olímpicos  | Juegos Olímpicos |
| Año                | Lugar                     | Medalla           | Evento           |
| ------------------ | ------------------------- | ----------------- | ---------------- |
| 1972               | Múnich (RFA)              | Medalla de oro    | C2 1000 m        |
| Campeonato Mundial |                           |                   |                  |
| Año                | Lugar                     | Medalla           | Evento           |
| 1971               | Belgrado (Yugoslavia)     | Medalla de bronce | C1 1000 m        |
| 1973               | Tampere (Finlandia)       | Medalla de plata  | C2 1000 m        |
| 1973               | Tampere (Finlandia)       | Medalla de oro    | C2 10 000 m      |
| 1974               | Ciudad de México (México) | Medalla de oro    | C2 1000 m        |
| 1974               | Ciudad de México (México) | Medalla de oro    | C2 10 000 m      |
| 1975               | Belgrado (Yugoslavia)     | Medalla de oro    | C2 10 000 m      |